# Tullnär
Tullnär är en tidigare beteckning på en högre tulltjänsteman på en tullstation.
Tjänstebenämningen tullnär användes från och med 1500-talet i Sverige (inklusive nuvarande Finland) för chefen för en tullplats, från och med förra hälften av 1700-talet enbart för chefen för en mindre tullplats. Ett tullkammardistrikt omfattade stapelstaden med eventuella bevakningsplatser. Förutom tullnären kunde också finnas en annan chefstjänsteman, kontrollören, med föreskrifter ibland om gemensam handläggning för att undvika svinn.
I Ryssland var tullnären från och med 1732 till slutet av århundradet chefer för en del av tullkamrarna. Tullnärstjänster fanns även vid tullförvaltningen i Gamla Finland.